# Bribria crenata
Bribria crenata (S.F.Blake) Wahlert & H.E.Ballard – gatunek roślin z rodziny fiołkowatych (Violaceae). Występuje naturalnie w Kostaryce i Panamie. 

## Morfologia
PokrójZimozielone drzewo lub krzew.
LiścieBlaszka liściowa ma podługowato odwrotnie jajowaty kształt. Mierzy 8–13 cm długości, jest karbowana na brzegu, ma klinową nasadę i spiczasty wierzchołek. Ogonek liściowy jest nagi.
KwiatyZebrane w wiechach o długości 4 cm, wyrastają z kątów pędów.

## Biologia i ekologia
Rośnie w lasach. 